# ديل غودبولدو
ديل غودبولدو (بالإنجليزية: Dale Godboldo)‏ مواليد 5 يوليو 1975 في دالاس، هو ممثل أمريكي بدأ مسيرته الفنية سنة 1991.

## الأعمال
- يير أوف ذا دوج
- ليكفيو تيراس
- مويشا
- ماد أباوت يو
- إي آر
- ذا درو كاري شو
- القاضية إيمي

## روابط خارجية
- ديل غودبولدو على موقع IMDb (الإنجليزية)
- ديل غودبولدو على موقع ألو سيني (الفرنسية)
- ديل غودبولدو على موقع أول موفي (الإنجليزية)
- ديل غودبولدو على موقع ديسكوغز (الإنجليزية)
- ديل غودبولدو على موقع قاعدة بيانات الفيلم (الإنجليزية)
- ديل غودبولدو على موقع كينوبويسك (الروسية)